# Epigeneium fargesii
Epigeneium fargesii là một loài thực vật có hoa trong họ Lan. Loài này được (Finet) Gagnep. mô tả khoa học đầu tiên năm 1932.